# Banco BPI
Die Banco BPI ehemals Banco Português de Investimento (BPI) ist eine private portugiesische Universalbank, die zur spanischen Caixabank-Gruppe gehört. Sie betreibt das Bankgeschäft mit Unternehmen, institutionellen und privaten Kunden. Als Sociedade Portuguêsa de Investimentos wurde sie 1981 von Artur Santos Silva gegründet. Es ist die drittgrößte private portugiesische Finanzgruppe mit einem Vermögen von 112,90 Mrd. Euro (Stand 2009). Vorstandsvorsitzender und CEO ist Fernando Ulrich. Hauptsitz ist Porto.

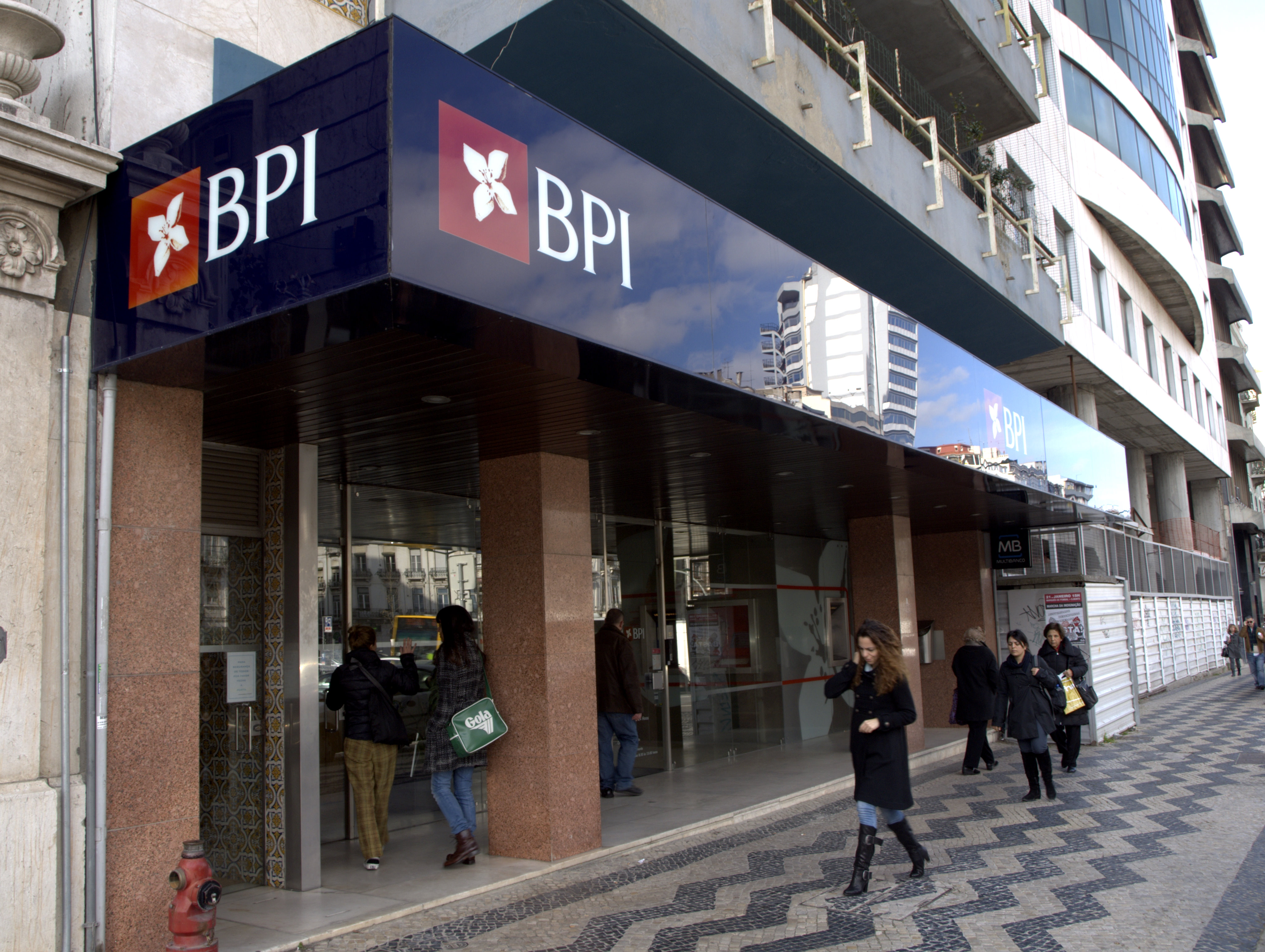
Eine Bankfiliale am Praça Duque de Saldanha in Lissabon

Die Gruppe Geschäftsbank Banco BPI hat mehr als 1,4 Millionen Kunden, Privatpersonen, Unternehmen und Institutionen. Durch sein Multi-Channel-Vertriebsnetz mit 674 Filialen, 30 Investment-Zentren und Zweigstellen, ist die Bank spezialisiert auf wohnungswirtschaftliche Darlehen mit einem Netzwerk von externen Unternehmen. Die Bank ist vor allem in Portugal, sowie Spanien, Angola und Mosambik tätig. In Angola ist BPI Marktführer im Firmenkundengeschäft und ihre Aktivität erreicht einen 25 % Marktanteil über ihre 50,1 %-Beteiligung an der angolanischen Banco de Fomento Angola (BFA) mit 750.000 Kunden (Stand Dezember 2010). In Mosambik hält die BPI eine 30-prozentige Beteiligung an der Bank BCI Fomento.
Am 25. Oktober 2007 hat die BPI einen Fusionsvorschlag an die Banco Comercial Português, der größten Privatbank in Portugal, gerichtet. Der Verwaltungsrat von BCP hat den Vorschlag abgelehnt.
Die größten Anteilseigner der BPI waren (Stand August 2012): 46,22 % der Aktien hielt die katalanische Caixabank, die angolanische Investorin Isabel dos Santos hielt 19,43 Prozent Anteile und die deutsche Allianz 8,8 Prozent.
Im April 2016 hat die Caixabank ein Angebot zur Übernahme der restlichen Anteile an der BPI für 908 Millionen Euro abgegeben. Seit Ende 2018 ist die BPI eine hundertprozentige Tochtergesellschaft der Caixabank.